# Regnitz
Regnitz je řeka v Německu (Bavorsko). Je 58 km dlouhá (včetně zdrojnice Pegnitz 183 km). Povodí má rozlohu 7500 km².

## Průběh toku
Vzniká ve městě Fürth (sousedícím s Norimberkem) soutokem řek Rednitz a Pegnitz, jež pramení v pohoří Franská Alba. Protéká od jihu na sever, převážně kopcovitou krajinou Frank. Nedaleko Bamberku ústí zleva do Mohanu.

## Vodní režim
Průměrný průtok činí 55 m³/s.

## Využití
Vodní doprava je možná na dolním toku. Na řece leží města Erlangen, Möhrendorf, Baiersdorf, Hausen, Forchheim, Bamberg.